# 肖松尼河
肖松尼河（英語：Shoshone River）是美国怀俄明州北部的一条河流，长100英里（160），发源于肖松尼国家森林阿布萨罗卡岭，注入洛弗尔境内的大角河，途经科迪、鲍威尔、拜伦和洛弗尔这四个城市。它在科迪境内流经Colter's Hell，一处火山噴氣孔活跃地区，也因此在怀俄明州的老版地图上被标注为“臭水河”（英語：Stinking Water River）。该河于1901年更名为当前更为通用的名称。